# Bern (kanton)
| Kanton Bern               |                    |
| \| Grb kantona \|         |                    |
| Položaj u Švicarskoj      |                    |
|                           |                    |
| Podaci                    |                    |
| Glavni grad               | Bern               |
| Pristupanje konfederaciji | 1353.              |
| Skraćenica                | BE                 |
| Stanovništvo              | 1 031 126 stan.    |
| Popis                     | 31. prosinca 2017. |
| Površina                  | 5 959.44 km²       |
| Gustoća                   | 346 stan./km²      |
| Br. općina                | 182                |
| Jezici                    | njemački           |
| Zemljovid kantona         |                    |
|                           |                    |
| Grb kantona               |                    |

Kanton Bern (njemački: Kanton Bern; francuski: Canton de Berne) dvojezični je kanton Švicarske Konfederacije. Glavni je grad kantona Bern. Brojem stanovnika i površinom drugi je najveći od 26 švicarskih kantona.

## Zemljopis
Kanton Bern smješten je na sjeverozapadu Švicarske Konfederacije i prostire se od bernskih Alpi na jugu preko Švicarske visoravni sve do Jurskog gorja na sjeveru.
Kanton Bern graniči s 11 drugih kantona. Površina mu je 5 959 km2; 31 % površine čine šume, 43,3 % čine poljoprivredne površine, 6,4 % čine površine u uporabi za stanovanje i prometnu infrastrukturu, a preostalih 19,6 % jesu neiskoristive površine (uglavnom u predjelu Alpi).

## Povijest
Kanton Bern svoje korijene nalazi u Bernskoj Republici (Respublica Bernensis) koju je osnovao grad Bern, osnovan 1191. Republika se nekoć prostirala od Ženevskog jezera na zapadu sve do sadašnje središnje Švicarske.
Grad Bern i njegovi posjedi ušli su kao deveti kanton u Švicarsku konfederaciju 1353.

## Vanjske poveznice
- Službena stranica na njemačkom i francuskom jeziku